# 鄭家榆
鄭家榆（1971年5月30日—），香港出生，祖籍山東省日照市，台灣女演員。

## 簡介
1995年出道主演電影。
1997年開始主演電視劇。
2000年因為主演《懷玉公主》在兩岸三地紅極一時。
鄭家榆的影視代表作包括《白太阳》、《四千金》、《土地公傳奇》、《懷玉公主》、《風流少年唐伯虎》、《第八号当铺》。
2009年息影。
2013年復出。
2014年 入圍第49屆金鐘獎-迷你劇集-最佳女主角。

## 演出作品

### 電視劇（台灣）
| 年份   | 頻道            | 劇名                                     | 飾演          |
| 1996年 | 超視二台        | 《生米熟飯》                             |               |
| 1997年 | 中視            | 《台獨份子》                             | 唐蜜          |
| 1997年 | 台視            | 《四千金》                               | 劉筱慧        |
| 1997年 | 台視            | 《四千金續集之情比姊妹深》               | 何楓          |
| 1998年 | 華視            | 《施公奇案》之〈福州師〉                 | 李夢桃        |
| 1998年 | 民視            | 《星座男女系列》之〈魚缸裡的愛情〉       | 李芬伶        |
| 1998年 | 華視            | 《土地公傳奇》之〈狐仙奇緣〉             | 白靈          |
| 1999年 | 華視            | 《土地公傳奇》之〈大小娘親〉             | 水蓮          |
| 1999年 | 華視            | 《土地公傳奇》之〈油麻菜籽〉             | 楊滿          |
| 1999年 | 華視            | 《懷玉公主》                             | 傅懷玉        |
| 2000年 | 台視            | 《上錯樓梯睡錯床》                       | 江秀娟        |
| 2001年 | TVBS-G          | 《風塵舞蝶》                             | 白黛林        |
| 2001年 | 華視            | 《追夫三人行》                           | 唐桂雅        |
| 2002年 | 東風衛視        | 《8號風球的愛戀》                        | 章嘉戀        |
| 2003年 | 中視            | 《愛、謊言、配偶欄》之〈真愛真情真女人〉 | 許逸芳        |
| 2003年 | 衛視中文台      | 《第八號當舖》                           | 呂韻音/林依逢 |
| 2006年 | 東森            | 《愛情機器》                             | 黃明珠        |
| 2009年 | 華視            | 《開封有個包青天》                       | 秦香蓮        |
| 2013年 | 衛視中文台      | 《幸福街第3號出口》                      | 胡涓涓        |
| 2014年 | 公視            | 人生劇展《銘謝惠顧》                     | 孫光妤        |
| 2015年 | 大愛電視        | 《最美的雲彩》                           | 徐雲彩        |
| 2015年 | 公視            | 《滾石愛情故事-寫一首歌》                | 金晶          |
| 2015年 | 台視/TVBS歡樂台 | 《唯一繼承者》                           | 夏靜怡        |
| 2016年 | 台視            | 《植劇場－姜老師，妳談過戀愛嗎？》       | 錢曉媛        |
| 2017年 | 公視            | 人生劇展《告別》                         | 小瑤          |
| 2018年 | 台視/三立都會台 | 《三明治女孩的逆襲》                     | 萬貴妃        |
| 2018年 | 新傳媒8頻道     | 《带你去走走》                           | 刘静雯        |
| 2018年 | 新传媒8频道     | 《好世谋》                               | 经理          |
| 2020年 | 公視            | 《返校》                                 | 鄧馨予        |
| 2021年 | 台視/MyVideo    | 《2049－刺蝟法則》                       | 楚菲          |
| 2021年 | 高雄电影节      | 《我在隔离中》                           | 阿娟（妈妈）  |
| 2023年 | Netflix         | 《模仿犯》                               | 趙佩芬        |
| 2023年 | 中視/衛視中文台 | 《女兒大人加個賴》                       | 尤清美        |
| 2024年 | AXN/Hami Video  | 《不如海邊吹吹風》                       | 洪慧芳        |

### 電視劇（中國大陸）
| 年份   | 頻道     | 劇名                   | 飾演   |
| 1998年 | 中國大陸 | 《星星月亮太陽》       | 謝月華 |
| 2004年 | 中國大陸 | 《荊軻傳奇》           | 葉小滬 |
| 2004年 | 中國大陸 | 《夢醒漓江》           | 林雨柔 |
| 2005年 | 中國大陸 | 《少年嘉慶》           | 花椒   |
| 2005年 | 中國大陸 | 《龍非龍鳳非鳳》       | 朱秀帘 |
| 2007年 | 中國大陸 | 《加油！曉惠》         | 許曉惠 |
| 2008年 | 中國大陸 | 《包青天》之〈通判劫〉 | 展雲   |
| 2017年 | 中國大陸 | 《不一樣的美男子2》    | 唐大姐 |
| 2018年 | 中國大陸 | 《北國英雄》           | 金夫人 |

### 電視劇（亞視）
| 年份   | 頻道 | 劇名               | 飾演   |
| 2002年 | 亞視 | 《至尊食王》       | 江心月 |
| 2002年 | 亞視 | 《風流少年唐伯虎》 | 秋香   |

### 電影
| 年份   | 片名                          | 飾演   |
| 1995年 | 流浪舞台                      | 阿花   |
| 1996年 | 白太阳                        | 雨川   |
| 1996年 | 頑皮炸彈（又名:漫畫王）       | 安妮   |
| 1996年 | 泡妞專家（又名:重慶愛情感覺） |        |
| 2009年 | 我的左手和右手                | 迟雅莉 |
| 2020年 | 奇葩遺囑（網路電影）          | 姐姐   |

### 舞台劇
| 年份   | 劇團     | 劇名   | 角色   | 導演 | 備註 |
| ------ | -------- | ------ | ------ | ---- | ---- |
| 2022年 | 故事工廠 | 四姊妹 | 廖玉燕 | 王琄 | 老三 |

## 音樂作品
- 2001:白色茉莉花 (風塵五碟片尾曲 合唱：鍾漢良)

## 獎項

### 電視金鐘獎
| 年份   | 頒獎典禮     | 獎項                       | 劇集                       | 角色   | 結果 |
| ------ | ------------ | -------------------------- | -------------------------- | ------ | ---- |
| 2014年 | 第49屆金鐘獎 | 迷你劇集／電視電影女主角獎 | 公視人生劇展－《銘謝惠顧》 | 孫光妤 | 提名 |
| 2017年 | 第52屆金鐘獎 | 迷你劇集／電視電影女配角獎 | 公視人生劇展－《告別》     | 小瑤   | 提名 |

## 外部連結
- 真實真性情 - 鄭家榆的Facebook專頁
- 鄭家榆的Instagram帳戶
- 鄭家榆Carol的新浪微博
- 鄭家榆在互联网电影资料库（IMDb）上的資料（英文）
- 鄭家榆在香港影庫上的簡介
- 鄭家榆在豆瓣上的资料（简体中文）
- 鄭家榆在时光网上的簡介（简体中文）